# KZ Mißler

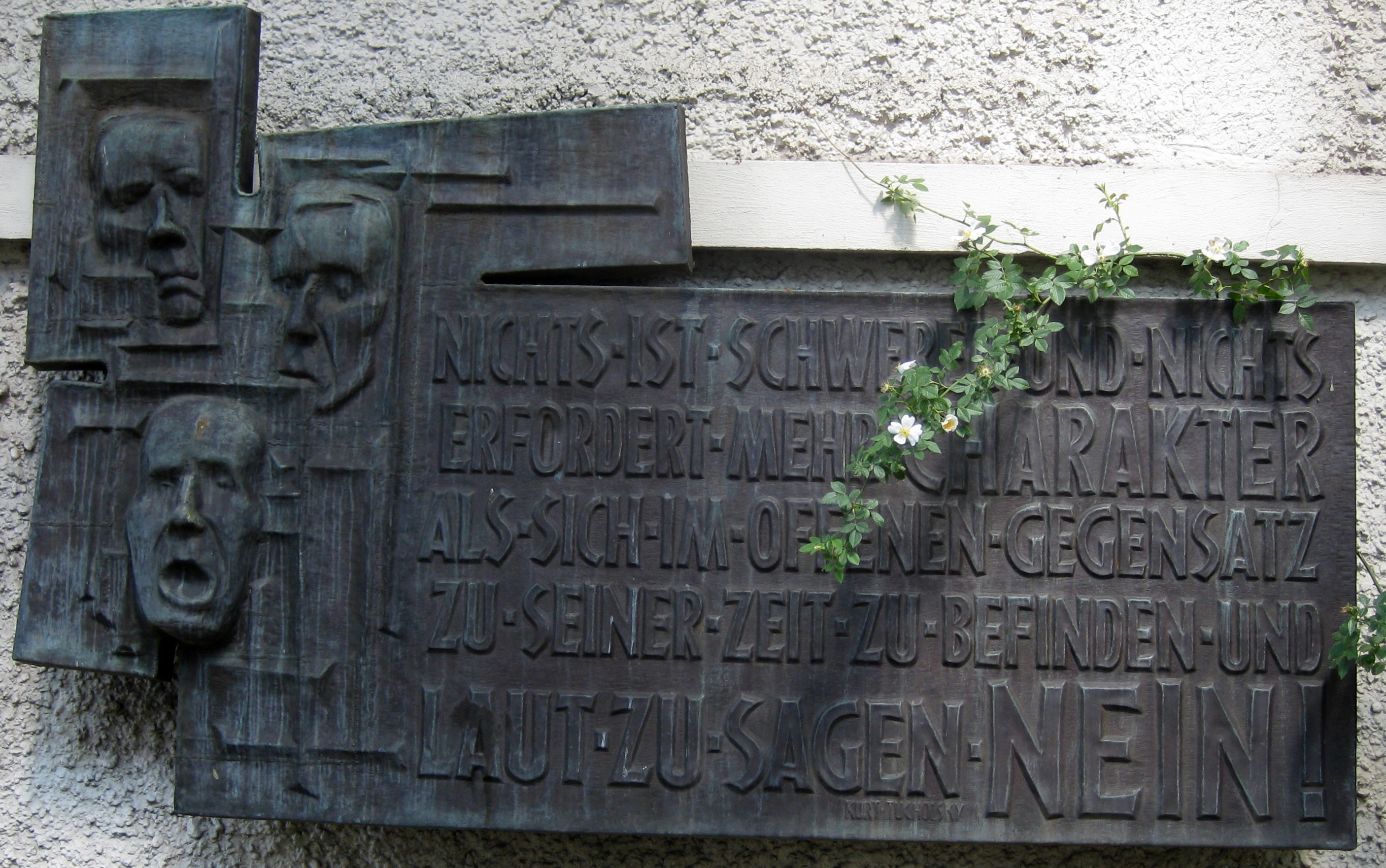
Denkmal an der Seniorenresidenz Walsroder Str. 1 in Bremen-Findorff

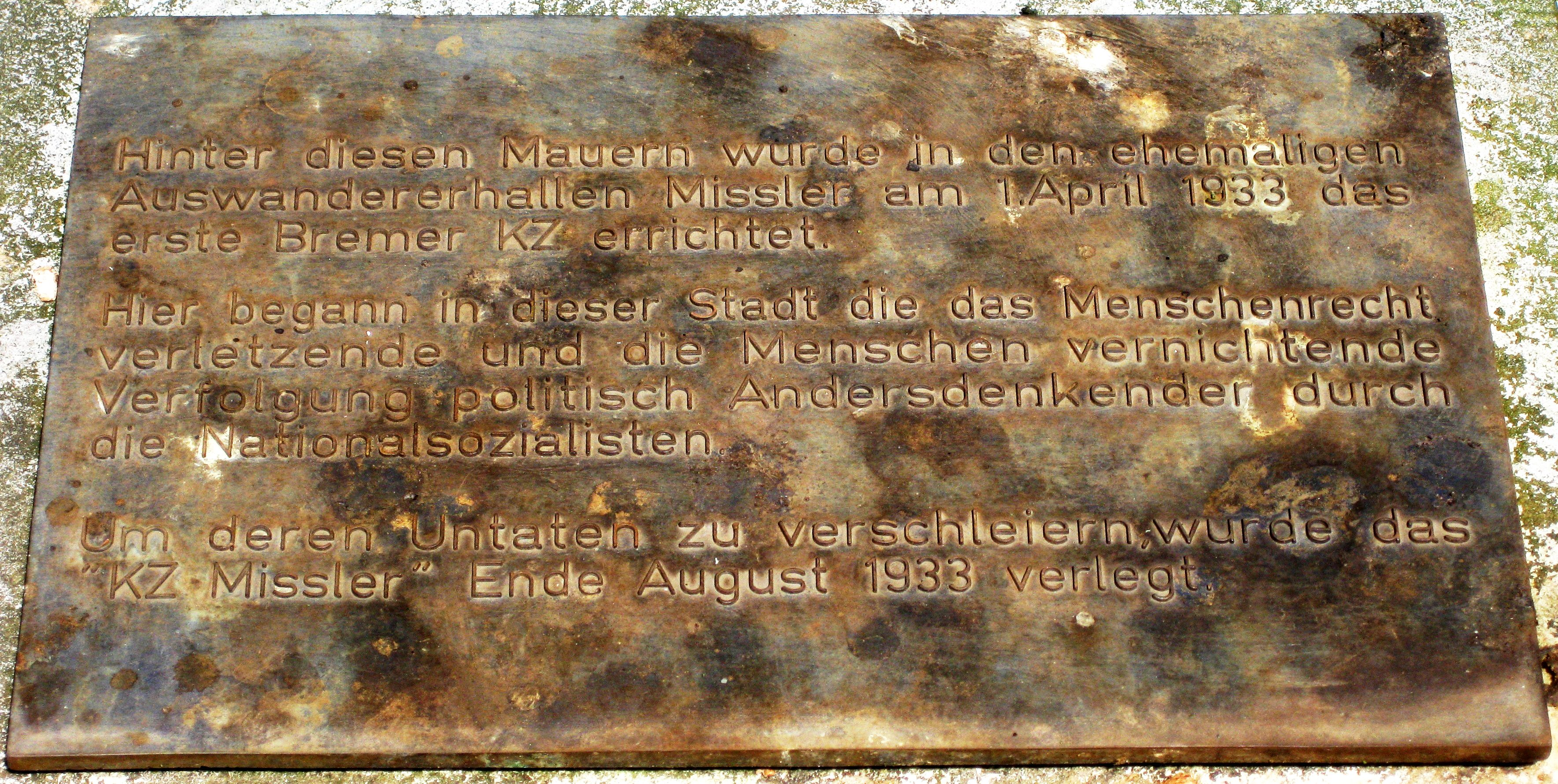
Gedenkplatte vor der Seniorenresidenz Walsroder Str. 1 in Bremen-Findorff

Das KZ Mißler war ein frühes Konzentrationslager, das Ende März 1933 auf Veranlassung des Innensenators und SA-Sturmbannführers Theodor Laue in den ehemaligen Auswandererhallen der Auswandereragentur Friedrich Mißler zwischen der Walsroder Straße und der Hemmstraße im Bremer Stadtteil Findorff angelegt worden war. Heute erinnern nur noch zwei Erinnerungsplatten an das ehemalige KZ, die an der Stelle angebracht sind, wo vor der Zerstörung im Zweiten Weltkrieg die Auswandererhallen standen, die 1986 abgerissen wurden.
Unter der Leitung des SS-Hauptsturmführers Otto Löblich wurden hier zunächst 148 Häftlinge, in erster Linie verfolgte Kommunisten, in „Schutzhaft“ festgehalten; später erhöhte sich die Belegungszahl bis auf 300.
Zu den Häftlingen zählten unter anderem der Musiklehrer Hermann Böse, der Bildhauer Klaus Bücking, der Schauspieler Edgar Bennert, der Reichsbannerführer und SPD-Bürgerschaftsabgeordnete Oskar Drees, der spätere Herausgeber des WESER-KURIER Hans Hackmack sowie der SPD-Reichstagsabgeordnete Alfred Faust, Chefredakteur der seit dem 2. März 1933 verbotenen Bremer Volkszeitung.
Am 11. Juli 1933 gab der Polizeisenator Laue dem Druck aus der Findorffer Bevölkerung nach, das KZ Mißler aufzulösen, doch erst am 13. September 1933 berichteten die Bremer Nachrichten über die Verlegung der Häftlinge auf das KZ-Schiff Ochtumsand in der Mündung der Ochtum. In der Festungsanlage von Langlütjen II befand sich vom 9. September 1933 bis zum 25. Januar 1934 ein „Schutzhaftlager“ der SA. Es wurde auf Veranlassung der Bremer Gestapo eingerichtet, um politische Gefangene aus dem bremischen KZ Mißler aufzunehmen. Neben dem SA-Wachpersonal sollen bis zu 100 Gefangene untergebracht worden sein, denen der tiefe Wallgraben als Gefängnishof diente. Die Schreie von gefolterten Gefangenen seien meilenweit zu hören gewesen. Bei Annäherung an die Insel wurden unangemeldete Besucher ohne Vorwarnung beschossen. In der Bevölkerung wurde die Insel bald auch „Teufelsinsel“ oder „KZ unter dem Meer“ genannt. Aus Kostengründen und wegen der umständlichen Versorgung wurde die Gefangenenunterbringung nach fünf Monaten wieder eingestellt
Im Januar 1949 fand der Prozess gegen den bereits internierten Theodor Laue im Kamin-Saal des Bremer Rathauses statt; Laue wurde zu 4 Jahren Sonderarbeit und 25 % Vermögensentzug verurteilt.
Seit 1983 erinnert eine von Fritz Stein geschaffene Gedenktafel mit einem Tucholsky-Zitat an die Geschichte des Ortes.

## Einzelbelege
1. ↑  Der Text von Kurt Tucholsky auf der Denkmalplatte lautet: „Nichts ist schwerer und nichts erfordert mehr Charakter als sich im offenen Gegensatz zu seiner Zeit zu befinden und laut zu sagen NEIN!“
2. ↑  Der Text auf der Gedenkplatte lautet: „Hinter diesen Mauern wurde in den ehemaligen Auswandererhallen Missler am 1. April 1933 das erste Bremer KZ errichtet. Hier begann in dieser Stadt die das Menschenrecht verletzende und die Menschen vernichtende Verfolgung politisch Andersdenkender durch die Nationalsozialisten. Um deren Untaten zu verschleiern, wurde das ‚KZ Missler‘ Ende August 1933 verlegt.“
3. ↑  Geschichte des früheren KZs
4. ↑  Jörg Wollenberg, "Mißler-Text ", ... 6. Auflösung des KZ Mißler ...
5. ↑  Frank Hethey, Ein Nazi berichtet aus dem KZ - eine dubiose Undercover-Reportage, in: WESER-KURIER vom 27.28.01.2024, S.W8
6. ↑  Jürgen Hinrichs: "Ein Klecks vom Kaiser". In: Kurier am Sonntag, Sonntagsausgabe des Weser-Kurier, 10. August 2008, S. 35
7. ↑  https://www.akens.org/akens/texte/info/36/3.html
8. ↑  Gedenkstätten für die Opfer des Nationalsozialismus. Eine Dokumentation, Band 1. Bundeszentrale für politische Bildung, Bonn 1995, ISBN 3-89331-208-0, S. 211f.

Koordinaten: 53° 5′ 37″ N, 8° 48′ 8″ O